# Droits LGBT en Andorre
Les personnes lesbiennes, gay , bisexuelles et transgenres (LGBT) peuvent rencontrer des difficultés que les personnes non-LGBT ne connaissent pas en Andorre. Le pays reconnait toutefois l'union civile.

## Situation en Andorre
L’Andorre est l’un des pays les plus tolérants de l’Europe en termes d’acceptation du collectif LGBT, comme l’indiquent les différentes statistiques réalisées au sein du pays,. L’homosexualité a le support et acceptation de la majorité de la population, contrairement aux pouvoirs publics.
Le 6 septembre 2002, la communauté LGBT se montre pour la première fois en public à travers un communiqué disponible sur le site gayandorra.com qui proteste contre l’impossibilité des homosexuels à faire des dons de sang. 
L'association Som com som (« nous sommes comme nous sommes »), la première à s’être créé en Andorre, est fondée le 23 juin 2003, jour de la première marche des fiertés qui s’est déroulée dans la capitale Andorre-la-Vieille. L’association est responsable de l’organisation de nombreuses campagnes informatives sur le sida et des campagnes à faveur des droits du collectif LGBT. Après la création de Som com som, différentes célébrités du pays ont fait leur coming-out. C’est le cas de Belén Rojas [Qui ?] et Paloma Olea [Qui ?]. Mais aussi de Marc Pons, du Parti social-démocrate et Juli Fernàndez, du parti des Verts d'Andorre [réf. nécessaire].

## Législations et droits
La majorité sexuelle en Andorre est fixée à l’âge de 16 ans pour tous, homosexuels et hétérosexuels. Sur le plan juridique du droit civil et du travail, la discrimination envers les homosexuels est interdite,,. C’est le cas, par exemple, de la constitution elle-même qui dans son article 6 interdit tous types de discrimination et qui dans l’article 5 applique l’intégralité du texte de la Déclaration universelle des droits de l'homme pour tout le territoire.

### Union civile
En juillet 2005, le Conseil général approuve la loi d’union civile (le pacs) ouvrant cette procédure aux personnes hétérosexuelles ou homosexuelles. La loi, néanmoins, interdit le mariage entre personnes de même sexe ainsi que l’adoption aux homosexuels. Le sujet du mariage et de l'adoption a été débattu pour la première fois, avant l'adoption de la loi d'union civile, grâce au parti des Verts andorrans. Mais ce ne seront pas les seuls à s'emparer du sujet, le Parti social-démocrate, pendant les élections législatives de 2009, promet de légaliser le mariage entre personnes de même sexe s’il arrive à être élu. Une proposition qui est en partie dérivée de la polémique datant de 2004 sur le fait que les pouvoirs publics andorrans et l’État français interdisent aux homosexuels de faire un don de sang.

### Don du sang
En 2002, un homosexuel qui s’apprêtait à faire un don de sang se voit opposer un refus. L’Andorre a conclu, en effet, un accord avec la France, plus précisément avec l’Établissement français du sang (EFS) de Toulouse, pour que celui-ci organise les dons de sang des andorrans. Cette situation s’explique par le fait que l’État français interdit aux hommes ayant des rapports sexuels avec des hommes (HSH) le don de sang, ce qui se répercute sur la convention signée avec l’Andorre. 
D’après le gouvernement français, les HSH sont une population à risque et donc il faut, par précaution, les interdire du don du sang. Or, cette disposition est contestée, vu que les personnes voulant faire un don, homosexuels ou pas, sont obligées de passer un test permettant de certifier qu’il n’y a aucun risque de contagion.
En 2009, Roselyne Bachelot, alors ministre de la Santé et des Sports, prolonge l’âge du don, qui passe de 65 à 70 ans, mais justifie et maintient l’interdiction du don aux HSH, datant de 1983 et qui fait débat en France.
L'association Som com som, d’après le quotidien en langue espagnole Público, dénonce alors la situation auprès du défenseur du citoyen andorran, Ricard Fiter, qui promet que ça ne se reproduira plus. Mais, en 2004 cela se reproduit. Un couple d’homosexuels s’adresse à l’équipe de l'EFS installée en Andorre pour donner du sang et est rejeté. L’EFS argumente alors qu’il existe une incompatibilité avec l’accord signé avec l’Andorre et la législation française. Albert Pintat, président du gouvernement andorran, déclare alors pour El País que « les droits de ceux qui reçoivent le sang sont prioritaires » faisant connaître publiquement ainsi sa position, mais aussi celle de son parti politique qui réagira de la même façon.
En 2004 le parti des verts andorrans, se heurtant à l’homophobie existant au sein du parlement, annonce qu’il aidera à mener l'affaire en justice. Deux ans plus tard, en 2006, l’Association de Médecins Progressistes et les syndicats de la classe ouvrière espagnole de la Seu d’Urgell (première ville après l’Andorre du côté espagnol, là où siège le deuxième coprince du pays) s’organisent en union pour dénoncer la situation devant l’Organisation internationale du travail et du Tribunal Européen des Droits Humains de Strasbourg. Ils dénoncent la discrimination envers les homosexuels, mais non seulement, ils déplorent aussi le test sérologique que fait passer l’Andorre à tout immigrant voulant s’y installer et qui interdit les séropositifs de s’y installer, et donc, d’y travailler.
En 2009, le tribunal constitutionnel (dernier degré de la justice andorrane, l’équivalent de la Cour de cassation en France) penche contre le collectif LGBT argumentant qu’il n’existe aucun signe de discrimination et que l’interdiction aux homosexuels de donner du sang « protège les personnes qui doivent recevoir ce sang » SOM COM SOM décide donc de porter l’affaire devant la Cour européenne des droits de l'homme,.
La même année, Conxita Marsol, porte-parole du Gouvernement andorran et ministre de la Présidence, déclare pour le quotidien Público que « le gouvernement n’a pas l’intention de changer d’entreprise en ce qui concerne la transfusion de sang puisque nous sommes complètement satisfaits du travail qui a été fait ». La Cour de Cassation andorrane est formée par des magistrats espagnols, français et andorrans. Du côté espagnol, la place du magistrat était occupée par Miguel Herrero de Miñón, ex-militant du parti politique Partido Popular espagnol.
En 2010 avec l’entrée du parti socialiste andorran dans le parlement et le gouvernement, un nouvel accord est signé avec le gouvernement de la Catalogne de façon à permettre aux homosexuels de faire leurs dons de sang. En Espagne, les homosexuels peuvent se marier et faire des transfusions sanguines,,. Le parti profitera également de l'occasion pour former ses militants sur des politiques d’égalité envers les femmes, les homosexuels, les handicapés,.

### Mariage entre personnes de même sexe
En 2011 le quotidien andorran Periòdic d’Andorra, annonce que l’association SOM COM SOM va se dissoudre. Le quotidien en profitera pour faire un bref rappel des dernières statistiques sur l’acceptation des homosexuels parmi la population, plus élevé que celle de ses pays voisins, et pour faire la chronologie de l’association.
En 2012, le collectif LGBT respire à nouveau. Le Consell General dels Joves (Conseil Général des Jeunes, une sorte de parlement pour les jeunes) légalise le mariage entre personnes de même sexe avec 24 voix en faveur, une contre et trois abstentions. Le Consell General dels Joves argumente même que ne pas autoriser le mariage entre personnes de même sexe « serait une forme comme une autre de racisme ». Cependant, ce parlement de jeunes n’a aucune valeur juridique, puisqu’il a été créé par le parlement lui-même pour que les jeunes du pays puissent comprendre le fonctionnement d’une démocratie en participant activement à l’élaboration et approbation d’une loi. Ainsi, les lois qui sont votés par ce parlement de jeunes n’ont aucune valeur juridique, mais servent au parlement et à la société en général d’indicateur d’évolution des mentalités mais aussi de cerner les inquiétudes des jeunes du pays,.
En mars 2020, le gouvernement annonce envisager de légaliser le mariage entre personnes de même sexe.

### Fait divers
En 2000, un jeune homme de nationalité portugaise agresse et tue un jeune homosexuel. En mai 2002, le Tribunal constitutionnel annule partiellement la décision prise par la Cour d’appel andorrane car il considère qu’il y a eu abus excessif « des termes sexuel et orientation sexuelle » dans le texte.

## Tableau récapitulatif
| Dépénalisation de l’homosexualité                                                   | Oui                       |
| Majorité sexuelle identique à celle des hétérosexuels                               | Oui                       |
| Interdiction des discours de haine contre les LGBT                                  | depuis 2005               |
| Interdiction de la discrimination liée à l'orientation sexuelle à l'embauche        | Non                       |
| Interdiction de la discrimination liée à l'identité de genre dans tous les domaines | depuis 2005               |
| Mariage civil                                                                       | depuis le 17 février 2023 |
| Partenariat civil                                                                   | Oui                       |
| Adoption conjointe dans les couples de personnes de même sexe                       | depuis 2014               |
| Adoption par les personnes homosexuelles célibataires                               | depuis 2014               |
| Droit pour les gays de servir dans l’armée                                          | Pas d'armée               |
| Droit de changer légalement de genre                                                | Non                       |
| Gestation pour autrui pour les gays                                                 | Non                       |
| Accès aux FIV pour les lesbiennes                                                   | Oui                       |
| Autorisation du don de sang pour les HSH                                            | depuis 2011               |